# Gul rotskål
Gul rotskål (Sowerbyella imperialis) är en svampart som först beskrevs av Peck, och fick sitt nu gällande namn av Korf 1971. Gul rotskål ingår i släktet Sowerbyella och familjen Pyronemataceae.  Arten är reproducerande i Sverige. Inga underarter finns listade i Catalogue of Life.